# Rat Race (film)
Rat Race is een komische film uit 2001 onder regie van Jerry Zucker, onder andere ook bekend als producer van films als Airplane! en The Naked Gun serie. Het verhaal is losjes geïnspireerd op de film It's a Mad, Mad, Mad, Mad World uit 1963.
Het verhaal gaat over een aantal mensen die naar een casino gaan, waar ze van de directeur de kans van hun leven krijgen om een grote som geld te winnen. Ze moeten daarvoor een race tegen elkaar houden om zo snel mogelijk bij een bagagekluisje te komen. Vanaf dat moment is het waanzin die heerst.

## Verhaal
Donald Sinclair (John Cleese) is de directeur van een casino-met-hotel in Las Vegas. Om een stel rijke gasten te vermaken met originele weddenschappen bedenkt hij het volgende:
Hij plaatst zes gouden muntstukjes in verschillende gokmachines in het casino. Degenen die de muntjes winnen mogen deelnemen aan een wedstrijd.
De wedstrijd is heel simpel: Ga zo snel mogelijk naar een bagagekluisje in het treinstation van Silver City, New Mexico, waarin zich een tas bevindt met twee miljoen dollar. Degene die er als eerste is mag het geld houden. Elk van de zes deelnemers of deelnemer-duo's krijgt een sleutel van het kluisje, waarin ook een zendertje zit, zodat Donald de deelnemers kan volgen. Voor de rest zijn er geen spelregels.

### Vera Baker en Merrill Jennings
Het eerste team bestaat uit een moeder en dochter. Vera Baker (Whoopi Goldberg) ging naar het casino om daar haar volwassen dochter Merrill Jennigs (Lanei Chapman) te ontmoeten, die ze sinds de adoptie al meer dan 20 jaar niet had gezien. Hoewel Merrill er zeker van is dat de race niets voorstelt, heeft haar moeder er zin in en probeert ze haar dochter over te halen om mee te doen. Ze boeken een privéjet, maar hun vlucht wordt geannuleerd als gevolg van een stommiteit van de gebroeders Cody. Ze huren vervolgens een auto, waar Vera steeds ophef over maakt. Tijdens hun zoektocht naar de snelweg ontmoeten ze een excentrieke vrouw (Kathy Bates) die eekhoorns verkoopt. Als ze na lang aandringen geen eekhoorn willen kopen, legt de vrouw uit hoe ze naar de snelweg kunnen komen. Later blijkt dat ze hen de verkeerde kant op heeft gewezen. Na een lange tocht door de woestijn komen ze aan op een wetenschappelijk terrein, waar ze, door zich voor te doen als auto-show modellen, een raketauto stelen die het wereldsnelheidsrecord op land moet verbreken. Daarmee zoeven ze door de woestijn, terwijl ze een tankstation passeren dat door hun vaart in elkaar zakt. Als de raketauto een tijd later zonder brandstof komt te zitten, verlaten ze moeizaam het voertuig. Ze komen vervolgens per ongeluk in een groep geestelijk gestoorden terecht en worden vanwege hun vreemde toestand als een van hen aangezien. De bus waarmee ze worden vervoerd brengt hen toevallig bij hun bestemming en door de toezichthoudster (Colleen Camp) te bedreigen, worden ze bij Silver City uit de bus gelaten.

### Duane en Blaine Cody
Het tweede team bestaat uit de gebroeders Cody: Duane (Seth Green) en Blaine (Vince Vieluf). De eerste is de slimmere van de twee, de ander praat onverstaanbaar vanwege een opgezwollen en ontstoken tong als gevolg van een tongpiercing die hij zelf heeft gezet. Ze willen rijk worden door een ongeluk in scène te zetten en het casino daarvoor aan te klagen. Omdat ze de enige zijn die geen tickets meer kunnen krijgen voor het vliegtuig naar New Mexico, besluiten ze het radarsysteem van de luchthaven onklaar te maken. Hoewel dit op een klungelige manier gebeurt (ze proberen de radar met een aan hun Jeep bevestigd touw omver te trekken), zorgen ze er wel voor dat alle vluchten geannuleerd worden en de overige deelnemers noodgedwongen naar andere vervoersmogelijkheden moeten uitwijken. De broers besluiten zich te splitsen om op die manier hun winkansen te vergroten. Daarvoor willen ze de kluissluitel laten kopiëren, maar omdat ze niet erg slim zijn, spelen ze sleutelmaker Lloyd (Silas Weir Mitchell) onbewust het hele plan door, die hen vervolgens twee andere sleutels meegeeft en zelf met de juiste sleutel richting New Mexico vertrekt. Daarop zetten de broers de achtervolging in: de sleutelmaker probeert via een luchtballon te ontsnappen en ongelukkigerwijze wordt een koe door een loshangend touw meegetrokken. Duane weet de sleutel uiteindelijk te bemachtigen, voordat beide broers in een modderig meer terechtkomen; de sleutelmaker vliegt weg met de ballon. Net voor het einde van de film flirt Duane met een meid die vol zit met piercings - en er ook een op haar tong heeft. Als ze vervolgens haar shirt opendoet om nog meer piercings te laten zien, kijkt hij zo aandachtig naar haar dat de auto van de weg raakt en de broers midden in een monstertruckrally belanden. Ze weten daar uiteindelijk een truck te stelen die hen naar hun eindbestemming brengt.

### Owen Templeton
De derde deelnemer is een football-scheidsrechter (Cuba Gooding jr.), die bij een wedstrijd een fout maakte, waardoor hij zeer gehaat is. Een zeer boze taxichauffeur (Paul Rodriguez) zet hem af in de woestijn. Hierna kaapt de scheidsrechter als buschauffeur een bus vol met Lucille Ball look-alikes die op weg zijn naar een bijeenkomst. Een van de look-alikes wordt gespeeld door Charlotte Zucker, de moeder van regisseur Jerry Zucker. De bus krijgt echter autopech en Owen moet vluchten. Het laatste stuk naar het station reist hij per paard.

### Familie Pear
De vierde deelnemer, de vader Randy Pear (Jon Lovitz) neemt deel aan de race zonder zijn familie in te lichten. Hij vertelt zijn vrouw (Kathy Najimy) niet waarom hij zo'n haast maakt. Wanneer zijn dochter er op staat om te stoppen bij een Barbie museum, blijkt het een museum te zijn voor de nazi Klaus Barbie. Ze vluchten met de persoonlijke wagen van Adolf Hitler. Ze komen met wagen en al terecht in een veteranenbijeenkomst van de Tweede Wereldoorlog, waar Randy, doordat hij zijn tong heeft verbrand, een speech houdt alsof hij Hitler zelf is. Ook visueel is er een gelijkenis. Pear kwam immers in de gestolen auto met zijn bovenlip tegen het stuur waar lipstick op afgeveegd was, hetgeen hem een hitlersnor opleverde. Nadat de familie gevlucht is brengt Randy zijn familie in slaap waardoor hij sneller en makkelijker zich in een truck naar het station kan verplaatsen.

### Enrico Pollini
De vijfde deelnemer is de narcoleptische Italiaanse toerist Enrico Pollini (Rowan Atkinson). Ondanks dat hij de meest enthousiaste deelnemer is, valt hij enkele uren in slaap nog voordat hij het hotel heeft verlaten. Dit leidt tot frustratie bij degenen die op hem hadden gewed, omdat hij vanwege zijn enthousiasme een grote winkans had. Als hij uiteindelijk ontwaakt, krijgt hij een lift van ambulancechauffeur Zach (Wayne Knight), die een menselijk hart moet afleveren voor een harttransplantatie in El Paso, Texas. Tijdens de reis verliest hij het hart, dat later vies en kapot wordt gevonden. Het blijkt stukgebeten te zijn door een hondje dat werd geëlektrocuteerd omdat het tegen een hek met schrikdraad liep. Pollini weet net op tijd met een langszoevende trein mee te reizen, als Zach in een wanhopige poging Pollini wil vermoorden voor zijn hart. Uiteindelijk raakt Zach een elektriciteitsdraad, waardoor het hart weer begint te kloppen. Nadat Pollini in de trein zijn sleutel aan een baby heeft gegeven waarmee hij aan het spelen is, raakt die hem kwijt in zijn luier. Als Enrico de sleutel eruit probeert te halen, krijgt hij het aan de stok met de ouders die hun kind willen beschermen. Hij wordt bij Silver City uit de trein gezet. Officieel is Enrico de winnaar omdat hij de kluis als eerste bereikt. Helaas valt hij in slaap op het moment dat zijn sleutel in de kluis zit.

### Nick Schaffer en Tracy Faucet
De laatste deelnemer is een keurige advocaat (Breckin Meyer), die eerst niet wil deelnemen aan de race, maar nadat hij een jongedame (Amy Smart) ontmoet, die helikopter-piloot blijkt te zijn en naar New Mexico vliegt bedenkt hij zich al snel. Zij wordt echter woest wanneer ze boven het huis van haar vriendje vliegt en hem in een zwembad ziet zitten met zijn ex-vriendin. Ze valt hem aan met de helikopter, waardoor ze uiteindelijk in de woestijn crasht. Vanaf daar gaan ze verder met de auto naar het station.

### Donald Sinclair
De racers weten niet dat Donald Sinclair een weddenschap heeft gesloten met zijn rijke gasten over wie de race gaat winnen. Uiteindelijk wint uiteraard niemand en geven ze het geld aan een goed doel tijdens een benefietconcert van Smash Mouth, waarbij ze Donald laten beloven om de opbrengst van de avond te verdubbelen.
Tijdens de aftiteling dansen de deelnemers op de muziek van All Star van Smash Mouth, terwijl Donald met afgrijzen kijkt hoe de opbrengst van de avond omhoogschiet.

## Rolverdeling
| Acteur              | Personage                      |
| ------------------- | ------------------------------ |
| Hoofdrollen         |                                |
| John Cleese         | Donald Sinclair                |
| Rowan Atkinson      | Enrico Pollini                 |
| Whoopi Goldberg     | Vera Baker                     |
| Cuba Gooding jr.    | Owen Templeton                 |
| Lanei Chapman       | Merrill Jennings               |
| Jon Lovitz          | Randy Pear                     |
| Seth Green          | Duane Cody                     |
| Vince Vieluf        | Blaine Cody                    |
| Breckin Meyer       | Nick Schaffer                  |
| Amy Smart           | Tracy Faucet                   |
| Bijrollen           |                                |
| Kathy Najimy        | Beverly 'Bev' Pear             |
| Brody Smith         | Jason Pear                     |
| Jillian Marie       | Kimberly Pear                  |
| Silas Weir Mitchell | Lloyd de sleutelmaker          |
| Kathy Bates         | Eekhoornvrouw                  |
| Wayne Knight        | Zack Mallozzi                  |
| Paul Rodriguez      | Gus de taxichauffeur           |
| Dave Thomas         | Harold Grisham                 |
| Brandy Ledford      | Vicky                          |
| Colleen Camp        | Groepsleidster en -verzorgster |
| Dean Cain           | Shawn Kent                     |
| Tristin Leffler     | Meid met piercings             |

## Trivia
Donald Sinclair is de naam van de man die een hotel runt waar enkele leden van Monty Python een nacht hebben geslapen. Het hotel was zo slecht dat John Cleese en Connie Booth hier een comedy van maakten, Fawlty Towers.